# Adolfus africanus
Adolfus africanus (адольфус африканський) — вид плазунів роду Adolfus родини Ящіркові підряду Ящірок. Інші назви — «зеленочерева справжня ящірка», «лісова справжня ящірка»[джерело?].

## Опис
Загальна довжина сягає 63,5 см. Голова вкрита зверху великими правильно розташованими щитками, які лежать поверх зрослих із черепом кістяних пластинок — остеодерм. Шия добре помітна. Очі мають подільні повіки, на нижньому розташоване прозоре напівпрозоре віконце. Скронні дуги добре розвинуті, є також тім'яна кіста та тім'яне око. Зуби конусоподібні, з боків щелепи несуть по 2—3 невеличких вістря. Тулуб стрункий, подовжений. Відсутній блиск на лусці, яка не перекриває одна одну. Помірно довгі п'ятипалі кінцівки. Хвіст довгий і ламкий.
Верхня частина коричнева, черево зелене. Від кінчика носа до хвоста проходять темні смуги.

## Спосіб життя
Зустрічається на відкритих галявинах, що добре прогріваються сонцем, на опалому деревах і на відкритих частинах дерев (стовбурах, гіллях, серед коріння) нижнього ярусу дощового тропічного лісу. Тримається у гірській місцині на висоті 1800—2200 м над рівнем моря.
Статева зрілість настає у віці 3 роки. Самиця відкладає яйця.

## Розповсюдження
Мешкає в Камеруні, Уганді, Демократичній Республіці Конго, Республіці Конго, Руанді, Замбії, Південному Судані, Центральноафриканській республіці.